# Lymeon flavovariegatus
Lymeon flavovariegatus là một loài tò vò trong họ Ichneumonidae.